# Michael Jürgen
Michael Jürgen (* 12. September 1973) ist ein ehemaliger deutscher Fußballtorwart und aktueller Torwarttrainer bei Werder Bremen.

## Karriere
In der Jugend spielte Jürgen beim Hannoverschen SC und kam bis 1996 in der Herrenmannschaft des Vereins zum Einsatz. Anschließend wechselte er 1996 zum SV Arminia Hannover und von dort im Jahre 1999 zur Amateurmannschaft von Werder Bremen, wo er in der drittklassigen Regionalliga Nord aktiv war. Nach einem kurzen Intermezzo beim Ligakonkurrenten Preußen Münster in der Saison 2001/02 kehrte er zurück in die Reservemannschaft der Bremer. Im DFB-Pokal 2002/03 kam Jürgen in der 1. Runde gegen den FC Bayern München zum Einsatz. Seine Einsätze in der Regionalliga wurden mit der Zeit immer weniger und so hatte er seinen vorerst letzten Auftritt am 2. Juni 2007 (38. Spieltag) im Heimspiel gegen 1. FC Union Berlin.
Im Anschluss an seine aktive Karriere wurde er Torwarttrainer bei Werder Bremen, wo er für die Torhüter der zweiten Mannschaft zuständig ist.
Aufgrund von Ausfällen der Torhüter Sebastian Mielitz, Felix Wiedwald und Sebastian Patzler kam es im April 2010 zu einem Comeback Jürgens. Im Spiel in der 3. Liga gegen den SV Sandhausen am 24. April 2010 (36. Spieltag) sprang er im Alter von 36 Jahren ein und beendete beim 3:0-Erfolg die Partie ohne Gegentreffer.